# Râul Someșul Rece
Râul Someșul Rece este unul din cele două brațe care formează râul Someșul Mic. 